# خوان كارينيو لوبيز
خوان كارينيو لوبيز (بالإسبانية: Juan Carreño López)‏ (16 نوفمبر 1968 في تشيلي - ) هو لاعب كرة قدم تشيلي في مركز الهجوم. شارك مع منتخب تشيلي لكرة القدم. أما مع النوادي، فقد لعب مع إيفرتون دي فينا ديل مار وكولو-كولو ونادي أونيفرسيداد ناسيونال ويونيون إسبانيولا وهواتشيباتو وسانتياغو مورنينغ ‏ ونادي كونسيبسيون ‏ وديبورتيفو نوبلينس ‏ ونادي كوكيمبو أونيدو وديبورتيس كولتشاغوا وDeportes Linares ‏ وNaval de Talcahuano ‏ واتحاد سان فيليبي ‏ ونادي كوبريسال وديبورتيس إيكيكي ونادي كوبريلوا.

## وصلات خارجية
- خوان كارينيو لوبيز على موقع الاتحاد الدولي (مؤرشف)  (الإنجليزية)
- خوان كارينيو لوبيز على موقع قاعدة بيانات كرة القدم.إي يو (الإنجليزية)
- خوان كارينيو لوبيز على موقع ناشيونال فوتبول تيمز (الإنجليزية)
- خوان كارينيو لوبيز على موقع Soccerway.com (الإنجليزية)
- خوان كارينيو لوبيز على موقع عالم كرة القدم.نت (الإنجليزية)